# Liste der Meistermannschaften von Deportivo Toluca
Die nachfolgende Liste enthält alle Anfangsformationen der Meistermannschaften von Deportivo Toluca in der mexikanischen Primera División:
| Nr. | Spielzeit         | Meisterschaft gewonnen gegen                                                         | Torschützen | Meistermannschaft | Trainer                 |
| --- | ----------------- | ------------------------------------------------------------------------------------ | --- | --- | ----------------------- |
| 01  | 1966/67           | 2:0 gegen Necaxa am 19. Februar 1967                                                 | Juan Dosal (2) | Florentino López – Pedro Romero, José Vantolrá, Carlos Zavala – Jorge Arévalo, Juan Dosal – Vicente Pereda, Claudio Lostanau, Manuel Cerda Canela – Albino Morales, Amaury Epaminondas. Außerdem im Kader: Luis „Ruso“ Estrada | Ignacio Trelles         |
| 02  | 1967/68           | 2:0 gegen U.N.A.M. am 7. Januar 1968                                                 | Vicente Pereda, Juan Dosal | Florentino López – Luis „Ruso“ Estrada, José Vantolrá, Mauro Ramos – Jorge Arévalo, Tomás Reynoso – Vicente Pereda, Felipe Ruvalcaba, Jesús Roméro Reyes – Albino Morales, Francisco Linares | Ignacio Trelles         |
| 03  | 1974/75           | 1:0 gegen León am 26. Juni 1975                                                      | Ítalo Estupiñán | Walter Gassire – Roberto Matosas, Arturo López, Héctor Velásquez – Luis Torres Salinas, Javier Cardenas – Mario Medina, Moisés Figueiroa, Héctor Hugo Eugui – Vicente Pereda, Ítalo Estupiñán | Ricardo de León         |
| 04  | Verano 1998       | 5:2 gegen Necaxa am 10. Mai 1998 (Hinspiel 1:2)                                      | Antonio Taboada, José Manuel Abundis (2) und José Cardozo (2) (im Rückspiel), Víctor Ruiz (im Hinspiel) | Mario Alberto Albarrán, Martín Herrera (Tor) – Alberto Macías, Omar Blanco, Manuel López, Salvador Carmona, Robert Forbes, Eugenio Villazón, Adán Núñez, Adrián García Arias (Abwehr) – Fabián Estay, Antonio Taboada, David Rangel, Enrique Alfaro, Víctor Ruiz, Darko Vukic, Jaime Ordiales, Néstor Gutiérrez (Mittelfeld) – José Cardozo, José Manuel Abundis, Eduardo Lillingston, Édgar García de Dios (Sturm)                                 | Enrique Meza            |
| 05  | Verano 1999       | 5:4 im Elfmeterschießen nach 2:2 gegen Atlas am 6. Juni 1999 (Hinspiel 3:3)          | José Cardoso und Alberto Macías (im Rückspiel), Antonio Taboada, Víctor Ruiz, Darko Vukic, José Cardozo und Salvador Carmona (im Elfmeterschießen), Carlos María Morales (2) und José Cardoso (im Hinspiel) | Mario Alberto Albarrán, Hernán Cristante – Salvador Carmona, Omar Blanco, Alberto Macías, Eugenio Villazón, Adrián García Arias, Adán Núñez – Víctor Ruiz, Fabián Estay, Rafael García, Enrique Alfaro, David Rangel, Darko Vukic, Antonio Taboada, Mario Ordiales – José Saturnino Cardozo, José Manuel Abundis, Carlos María Morales, Hugo Santana, Édgar García de Dios                                                                          | Enrique Meza            |
| 06  | Verano 2000       | 5:1 gegen Santos Laguna am 3. Juni 2000 (Hinspiel 2:0)                               | Carlos María Morales, José Cardozo (2), Rafael García, Manuel Martínez (im Rückspiel), Víctor Ruiz und Carlos María Morales (im Hinspiel)                                                                   | Hernán Cristante, Mario Alberto Albarrán, César Lozano – Alberto Macías, Adrián García Arias, Omar Blanco, Salvador Carmona, Robert Forbes, Emilio Hassam Viades, Adán Núñez – Víctor Ruiz, Manuel Ferreira, David Rangel, Enrique Alfaro, Antonio Naelson Sinha, Antonio Taboada, Rafael García – José Cardozo, Carlos María Morales, Manuel Martínez, José Manuel Abundis                                                                         | Enrique Meza            |
| 07  | Apertura 2002     | 4:1 gegen Morelia am 21. Dezember 2002 (Hinspiel 0:1)                                | Salvador Carmona, Israel López, José Cardozo, Rafael García | Hernán Cristante, Mario Alberto Albarrán – Salvador Carmona, Maximiliano Cuberas, Christian Ramírez, Ariel Franco, José Manuel Cruzalta, Emilio Hassam Viades, Miguel Almazán – Octavio Valdez, Israel López, Erick Oswaldo Espinoza, Rafael García, Antonio Naelson Sinha, Sergio Amaury Ponce, José Castillejos – José Saturnino Cardozo, Vicente Sánchez, Edgar González, Uzziel Lozano                                                          | Alberto Jorge           |
| 08  | Apertura 2005     | 3:0 gegen Monterrey am 18. Dezember 2005 (Hinspiel 3:3)                              | Vicente Sánchez (2) und Rodrigo Díaz (Rückspiel), Vicente Sánchez, José Manuel Abundis und Rodrigo Díaz (Hinspiel)                                                                                          | Hernán Cristante, César Lozano – Manuel de la Torre, Paulo da Silva, Edgar Dueñas, Francisco Gamboa, Mario Méndez, José Manuel Cruzalta, Miguel Almazán, Adalberto Palma – Antonio Naelson Sinha, Javier Ariel Rosada, Rodrigo Ezequiel Díaz, Israel López, José Castillejos, Sergio Amaury Ponce, Erick Oswaldo Espinoza, Juan Carlos Núñez – Vicente Sánchez, Carlos Esquivel, José Manuel Abundis, Pablo Granoche, Uzziel Lozano, Ismael Valadéz | Américo Gallego         |
| 09  | Apertura 2008     | 7:6 im Elfmeterschießen nach 0:2 gegen Cruz Azul am 14. Dezember 2008 (Hinspiel 2:0) | Paulo da Silva und Sergio Amaury Ponce (im Hinspiel) | Hernán Cristante – Paulo da Silva, Edgar Dueñas, Manuel de la Torre, Mario Méndez, José Manuel Cruzalta, Miguel Almazán, Francisco Vidal Franco – Martín Andrés Romagnoli, Sergio Amaury Ponce, Néstor Calderón, Antonio Naelson Sinha, Diego de la Torre, Israel López, Carlos Morales, Moisés Velasco – Héctor Mancilla, Carlos Esquivel, Raúl Nava, Santiago Fernández, Daniel Andrés Ríos                                                       | José Manuel de la Torre |
| 10  | Bicentenario 2010 | 4:3 im Elfmeterschießen nach 0:0 gegen Santos Laguna am 23. Mai 2010 (Hinspiel 2:2)  | Diego Novaretti und Antonio Naelson Sinha (im Hinspiel) | Alfredo Talavera – Edgar Dueñas, Diego Novaretti, Manuel de la Torre, Osvaldo González, José Manuel Cruzalta, Carlos Alberto Galeana, Francisco Gamboa – Martín Andrés Romagnoli, Néstor Calderón, Antonio Ríos, Antonio Naelson Sinha, Vladimir Marín, Manuel Pérez, Isaác Brizuela – Carlos Esquivel, Héctor Mancilla, Raúl Nava, Manuel Alejandro Zárate                                                                                         | José Manuel de la Torre |
| 11  | Clausura 2025     | 2:0 gegen Club América am 26. Mai 2025 (Hinspiel 0:0)                                | Luan Garcia und Alexis Vega (im Rückspiel) | Luis García, Pau López – Jesús Gallardo, Luan Garcia, Andreas Pereira, Bruno Méndez, Brian García, Diego Barbosa, Everardo López, Antonio Briseño, Luis Mavarrete – Marcel Ruiz, Jesús Angulo, Helinho, Víctor Arteaga, Franco Romero, Héctor Herrera, Klever Castillo – Alexis Vega, Paulinho, Juan Pablo Domínguez, Isaías Violante, Édgar Iván López, Robert Morales                                                                             | Antonio Mohamed         |